# Allanblackia gabonensis
Espèce
Synonymes
- Allanblackia floribunda gabonensis Pellegr.[1]
- Allanblackia floribunda var. gabonensis Pellegr.[1]
- Allanblackia gabonensis (Pellegr.) Bamps (Pellegr.) Bamps (préféré par UICN)[1]
- Allanblackia monticola Mildbr. ex Engl.[1]

Statut de conservation UICN

 VU A2c : Vulnérable
Allanblackia gabonensis (Pellegr.) Bamps est une espèce de plantes à fleurs de la famille des Clusiaceae et du genre Allanblackia. C'est un arbre présent dans les forêts denses humides d'Afrique équatoriale, du Cameroun à la République démocratique du Congo.